# Journal officiel de la République française
Pour les articles homonymes, voir Journal officiel, JO et Jorf.
Ne doit pas être confondu avec Journal officiel Associations.
Le Journal officiel de la République française (abrégé JORF ou, dans un contexte strictement français, simplement JO) est le quotidien officiel de la France, dans lequel sont publiés les traités, les ordonnances, les lois, les textes réglementaires (décrets et arrêtés de portée générale ou nominatifs), les déclarations officielles et les publications légales.  
Il comporte plusieurs éditions intitulées Lois et décrets, Édition des documents administratifs, ou Débats parlementaires selon la nature des textes qu'elles contiennent.

## Édition

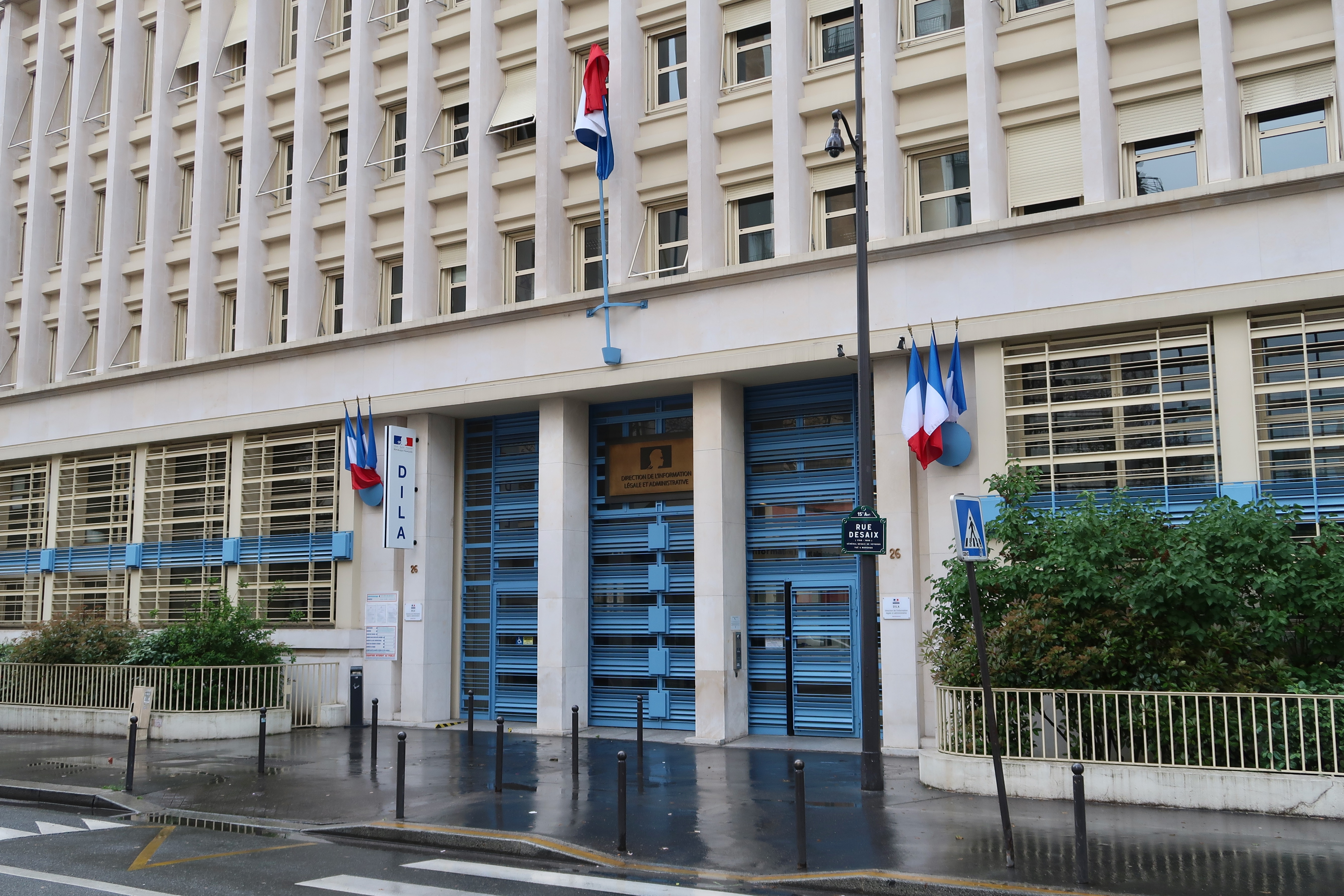
Siège du Journal officiel au 26, rue Desaix.

Le JORF est édité par la direction de l'information légale et administrative (DILA), qui est une des directions du Secrétariat général du gouvernement, structure de l'État dépendant du Premier ministre.

Le siège du JORF se trouve au 26, rue Desaix, dans le 15e arrondissement de Paris, depuis 1955 ; il était situé auparavant 31, quai Voltaire, dans le 7e arrondissement.

## Date de parution
Le JORF est publié quotidiennement, sauf le lundi, les lendemains de jours fériés, le jour de Noël et le jour de la Fête du Travail. En cas de circonstances exceptionnelles, comme le lundi 11 mai 2020 ou le lundi 10 juin 2024, le JORF peut également être publié les jours où il n'est pas prévu de diffusion.
La date de parution au JORF conditionne en général la date à laquelle le texte produit des effets juridiques (puisqu'il faut qu'un texte soit publié, c'est-à-dire rendu public, pour être applicable), sauf si le texte lui-même indique un délai d'application. 
Si un texte publié au JORF ne précise pas sa date d'effet, le texte entre en vigueur le lendemain du jour de sa publication. Selon les dispositions de l'article 1er du Code Civil, des articles de lois renvoyant à des décrets d'application ne peuvent entrer en vigueur tant que ces décrets ne sont pas à leur tour publiés au JORF.

## Histoire

### XIXesiècle
Avant que la diffusion des lois à la population ne s'effectue par voie écrite, la diffusion était communiquée au public par le tambour de ville.
À partir de 1631, La Gazette de Théophraste Renaudot, qui fut le premier journal français, publie quelques récits de guerre et des commentaires sur la vie politique. Cet organe de presse non officiel est créé avec l'aide de Richelieu, sous Louis XIII. Un brevet royal de Louis XV en 1762 rattache La Gazette, renommée pour l'occasion Gazette de France, au ministère des Affaires étrangères. La Gazette, qui paraît deux fois par semaine, prend dès lors un caractère officiel.
Devenue Gazette nationale de France le 24 novembre 1789, elle publie à présent les débats de l'Assemblée nationale constituante et des informations concernant la vie politique et le fonctionnement de l'administration. La Gazette devient quotidienne en 1792. Le 7 nivôse an VIII (28 décembre 1799), un avis précise que Le Moniteur universel (sous-titre de La Gazette nationale, puis son titre à partir de 1811) devient le seul journal à caractère officiel. Seule sa première partie comporte les actes officiels du gouvernement et de l'Assemblée nationale, la seconde étant plus « classique », avec des rubriques littéraires, scientifiques et artistiques.
Le 7 janvier 1791, un décret crée un second journal : le Bulletin des lois. La loi du 14 frimaire an II (4 décembre 1793) en fait le recueil officiel des lois de la République, créée officiellement le 22 septembre 1792 au lendemain de la victoire de Valmy. Il porte le sceau de l'État et la signature du ministre de la Justice.
Après la révolution de 1848 qui fait tomber la monarchie de Juillet et instaure la IIe République, le Moniteur universel prend le sous-titre Journal officiel de la République française le 26 février 1848,. Après le coup d'État du 2 décembre 1851 par Louis-Napoléon Bonaparte, président de la République, puis l'instauration du Second Empire un an plus tard le 2 décembre 1852, ce sous-titre devient Journal officiel de l'Empire français,.
En tant que publication indépendante du Moniteur universel, le Journal officiel de l'Empire français paraît pour la première fois le 1er janvier 1869, puis devient le Journal officiel de la République française le 5 septembre 1870, au lendemain de la proclamation par le Corps législatif de la IIIe République. Le Moniteur universel continue de paraître jusqu'en 1901, mais sans son caractère officiel. Un décret du 5 novembre 1870 donne au Journal officiel le monopole de la publication des actes législatifs et réglementaires, faisant perdre ce monopole au Bulletin des lois, mais l'existence de ce dernier n'est remise en cause qu'en 1901. 
Au cours de la Commune de Paris (18 mars - 19 mai 1871), les autorités révolutionnaires éditent une édition spécifique appelée Édition de la Commune de Paris où sont publiés tous les textes de type législatif et règlementaire, émis par les représentants de la Commune. Au même moment, une édition nationale du JORF est éditée, sous la responsabilité du gouvernement de la Troisième République, présidé par Adolphe Thiers. Le premier numéro de cette publication des « communards » est datée du 21 mars 1871 et la dernière du 19 mai 1871.   
Imprimé entre 1869 et 1880 par une société privée dirigée par Alfred Wittersheim, le Journal officiel est repris directement par l'État à partir du 1er janvier 1881. Il est placé sous l'autorité du ministère de l'Intérieur et des Cultes. L'Imprimerie nationale n'étant pas en mesure d'imprimer le journal, l'État rachète à Alfred  Wittersheim le matériel et les locaux situés 31 quai Voltaire,. 

### Seconde Guerre mondiale

Premier numéro du Bulletin officiel des forces françaises libres, 15 août 1940.

Pendant l'Occupation, bien que la Chambre des députés et le Sénat réunis en Assemblée nationale le 10 juillet 1940 aient voté les pleins pouvoirs constituants au maréchal Pétain, transformant la Troisième République en un nouveau régime politique appelé « régime de Vichy » ou « État français », le Journal officiel de la République française conserve son titre classique jusqu'au 4 janvier 1941, où il prend alors le nom de Journal officiel de l'État français. Il gardera ce titre jusqu'à ce que le gouvernement de Vichy prenne fin lorsque Pétain est exilé en Allemagne. Le dernier numéro est publié à Vichy le 24 - 25 août 1944.
De son côté, le général de Gaulle, chef de la France libre, fait paraître le 15 août 1940 le premier numéro du Bulletin officiel des forces françaises libres, dont la Une reproduit partiellement l'appel du 18 Juin. Par la suite, en janvier 1941, ce Bulletin officiel des FFL se transforme en Journal officiel de la France libre sous l'égide de Jules Muracciole,. À partir du 28 août 1942, il prend le titre de Journal officiel de la France combattante jusqu'à son dernier numéro le 16 septembre 1943. Au total, 39 numéros sont publiés : un en 1940 (en tant que Bulletin officiel des FFL), quatorze en 1941, le même nombre en 1942 et dix en 1943. 
Le 10 juin 1943, le Journal officiel de la République française reparaît à Alger sous l'autorité du Comité français de libération nationale qui vient d'être créé le 3 juin, co-présidé par le général Giraud jusqu'à son retrait le 9 novembre 1943, et par le général de Gaulle. Le nombre total de ces numéros publiés entre juin 1943 et le 29 octobre 1944 est de 158 (46 parus en 1943, le restant l'année suivante). 
À la Libération, par décision du général de Gaulle, président du gouvernement provisoire de la République française, le Journal officiel est rattaché à la présidence du gouvernement à compter du 2 novembre 1944. Il ne dépend plus comme cela était depuis 1881 du ministère de l' Intérieur.

### Évolutions techniques
Le numéro du 30 juin 1984 est le dernier à être édité avec son format spécial, plus large qu'un format A4 (environ 4 centimètres en plus en hauteur et en largeur) et avec le procédé de la composition au plomb.
À compter du 1er juillet 1984, les numéros utilisent la technique de la photocomposition et adoptent le format A4, facilitant ainsi les copies ou photocopies des textes publiés.

#### Dématérialisation progressive

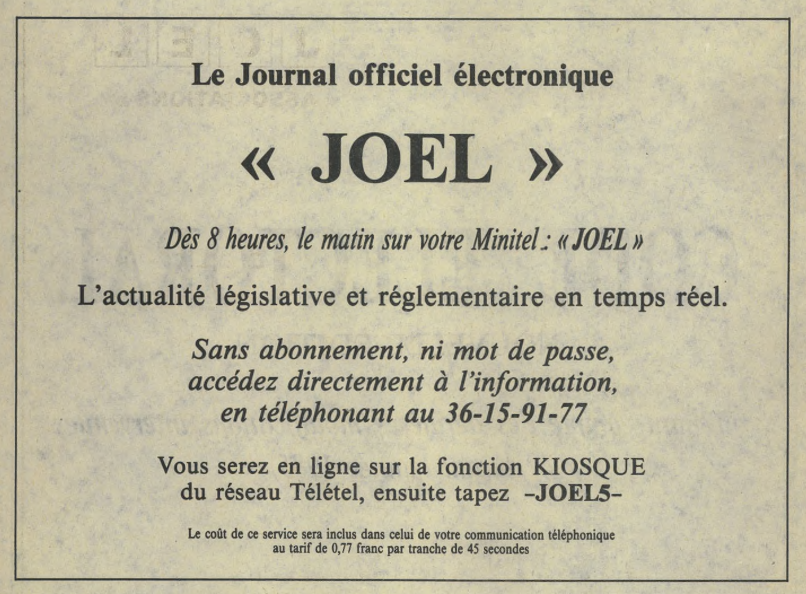
Publicité pour le 3615 JOEL dans le JO du 5 février 1986.

Avec l'arrivée des technologies de l'information et de la communication, le Journal officiel s'est décliné sur de nouveaux supports, en plus de l'édition imprimée : d'abord le Minitel en 1985 avec le 3615 JOEL (pour Journal officiel électronique),, puis internet et sur le site Légifrance à partir de 1999. Il est mis en ligne à titre gracieux.
Une ordonnance datée du 20 février 2004 donne à la version électronique, à compter du 1er juin 2004, la même valeur légale que la version papier. 
Dès lors, le nombre d'abonnés à la version papier (principalement les services publics, les associations, les syndicats et les grandes sociétés) commence à chuter. Alors qu'ils sont 43 350 en 2000, ils passent à 33 500 en 2004, puis 3 129 fin 2013 et 2 291 en 2015.
Dans le même temps, au 31 décembre 2013, 64 726 abonnés sont dénombrés pour la version électronique.
En raison notamment des moins de 2 300 abonnés en version papier, sa disparition est annoncée le 26 mars 2015 par Manuel Valls, alors Premier ministre, en réponse à une question d'un député. Cette mesure est votée par la loi organique no 2015-1712 du 22 décembre 2015 portant dématérialisation du Journal officiel de la République française. 
La parution sous forme papier du Journal officiel, effective depuis le 1er janvier 1869, cesse le 1er janvier 2016.

#### Différences entre les versions papier et électronique
Entre janvier 2004 et décembre 2015, la plupart des textes paraissent à la fois en version papier et en version électronique.
Toutefois, certains textes ne paraissaient qu'en version électronique. D'autres au contraire ne paraissent qu'en version papier, parce qu'ils contiennent des informations nominatives sensibles, par exemple les décrets de naturalisation, les extraits de condamnation pour fraude fiscale et les demandes de changement de patronyme. Depuis la disparition de la version papier, ces textes sont en ligne sous la forme d'informations nominatives avec accès protégé.

#### Avantages de la version électronique
La version électronique permet au gouvernement de faire l'économie de l'impression des exemplaires en version papier livrés de manière quotidienne et de frais d'affranchissement. En effet, en 2000, 6,2 tonnes de papier étaient consommées chaque jour pour le Journal officiel et leur livraison coûtait alors 1,4 million d'euros de frais d'affranchissement.
En 2004, selon les affirmations du Premier ministre Jean-Pierre Raffarin, les économies faites avec la version électronique s'élèvent à « 800 tonnes de papier par an, soit 45 hectares de forêt ou 20 000 arbres ».
La qualité du document électronique et le fait qu'il ne se détériore pas autant que le papier dans le temps apportent également un avantage non négligeable.
Le Conseil d'État a précisé qu'un décret publié au Journal officiel ne peut être considéré comme irrégulier car dépourvu de signature manuscrite.